# Faraonovi hadi

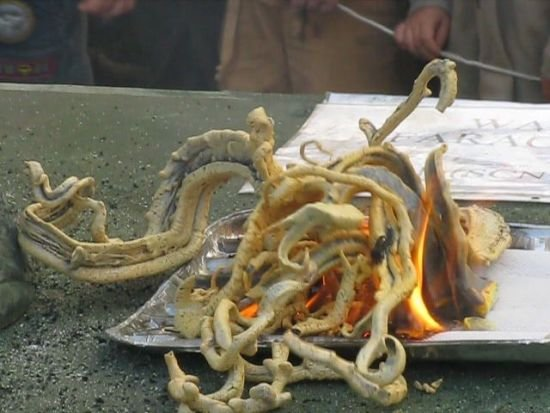
Hoření malého množství thiokyanatanu rtuťnatého

Faraonovi hadi (někdy též jen hadi) se řadí do zábavné pyrotechniky. Prodávají se jako malé slisované válečky, které při zapálení zvětšují svůj objem, přičemž jejich popel připomíná hada.

Dříve obsahovaly thiokyanatan rtuťnatý, ten však byl příliš toxický, proto se dnes vyrábí náhrady.

Jedna z možných levných náhrad je směs cukru, uhličitanu sodného a něco na umožnění hoření cukru, např. chlorečnan draselný, laboratorně lze použít i popel či octan měďnatý jako katalyzátory. Lze použít i směs cukru s oxidačními činidly jako je dusičnanu draselného, dusičnanu amonného či dichromanu draselného.

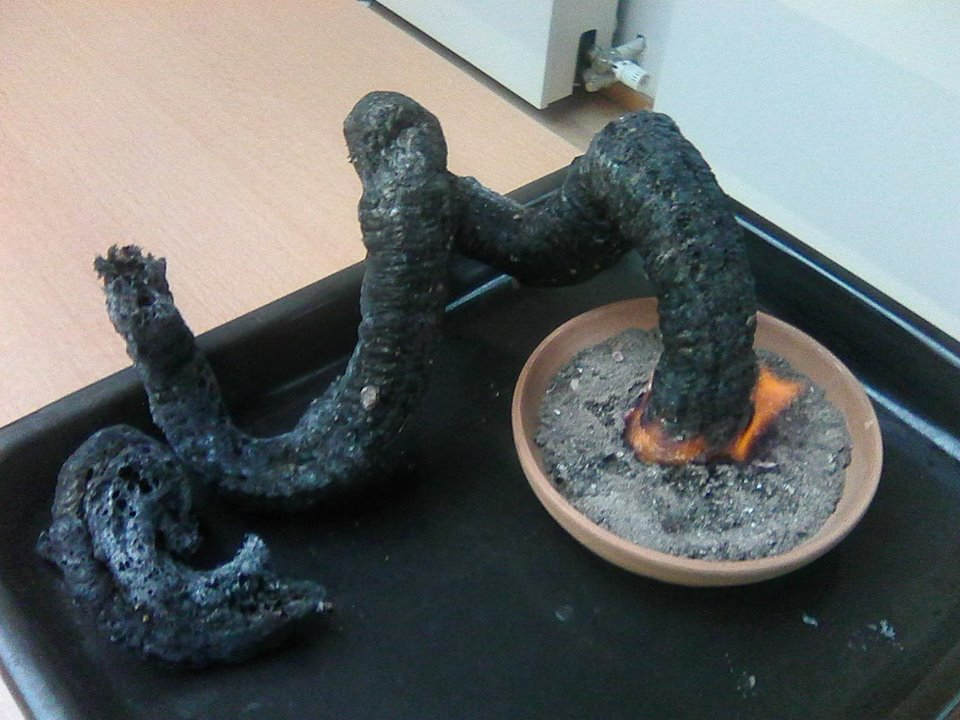
Faraonovi hadi (materiál: popel, cukr, soda, líh)

## Princip
Takto vypadá průběh reakce při hoření původního "hada", thiokyanatanu rtuťnatého se vzdušným kyslíkem.[zdroj⁠?!]
4Hg(SCN)2 + 20 O2 → HgS + HgO + Hg2O + 8CO2 + 8NO + 7SO2

Při použití náhrad lze průběh reakce vypsat takto:

4K2Cr2O7 → 2K2CrO4 + 2Cr2O3 + 3O2

2KNO3 → 2KNO2 + O2

Vzniká kyslík, který umožňuje hoření cukru za vzniku oxidu uhličitého, vody, tepla a nespáleného karamelizovaného cukru jenž vytváří tvar hada.

C6H12O6 + 6 O2 → 6 CO2 + 12 H2O